# Melanesobasis prolixa
Melanesobasis prolixa là một loài chuồn chuồn kim trong họ Coenagrionidae.
Melanesobasis prolixa được Donnelly miêu tả khoa học năm 1984.